# Aéroport Rand
L'aéroport de Rand (AITA : QRA, OACI : FAGM) est un aéroport situé à Germiston, en Afrique du Sud et construit dans les années 1920.

## Histoire

### Avant la Seconde guerre mondiale
En 1917, le major Allister Miller a atterri sur le terrain de golf de Germiston et a pensé que la zone à proximité conviendrait comme aérodrome en raison de son emplacement près de Johannesbourg notamment.
Les trois parties étaient le conseil municipal de Germiston, l'Elandsfontein Estate Company et la raffinerie Rand. Plus tard dans l'année, le conseil municipal de Germiston a pris le contrôle total et d'autres plans ont été élaborés pour l'aérodrome alors que Imperial Airways envisageait d'ajouter l'Afrique du Sud à ses vols. Par l'implication du gouvernement sud-africain, ils ont réussi à convaincre la compagnie aérienne que Johannesburg, avec ses mines et son industrie, devrait être leur base plutôt que Le Cap, avec Rand Refinery cherchant à exporter son or raffiné par voie aérienne.
Imperial Airways a reçu une subvention de 400 000 £ (équivalent à 27 200 000 £ en 2021) des gouvernements sud-africain et britannique sur cinq ans. En novembre 1929, le conseil municipal de Germiston a acheté 280 ha supplémentaires de terrain pour 14 000 £, après autorisation du commissaire aux mines, étant donné que le terrain appartenait à la mine Simmer and Jack, et que le terrain pourrait être réacquis en tant que zone minière. In Afin de procéder au développement, les conseils municipaux de Johannesburg et de Germiston ont formé un comité mixte le 14 novembre 1930 et 85 000 £ (équivalent à 5 774 000 £ en 2021) ont été mis de côté pour les infrastructures. Celui-ci se composerait d'un grand et d'un petit hangar, de bâtiments administratifs, d'un atelier, de projecteurs et de chalets.